# Электромагнитный потенциал
В современной физике электромагни́тный потенциа́л обычно означает четырёхмерный потенциал электромагнитного поля, являющийся 4-вектором (1-формой). Именно в связи с векторным (4-векторным) характером электромагнитного потенциала электромагнитное поле относится к классу векторных полей в том смысле, который употребляется в современной физике по отношению к фундаментальным бозонным полям (например, гравитационное поле является в этом смысле не векторным, а тензорным полем).
- Обозначается электромагнитный потенциал чаще всего {\displaystyle A_{i}} или {\displaystyle \varphi _{i}}, что подразумевает величину с индексом, имеющую четыре компоненты {\displaystyle A_{0},A_{1},A_{2},A_{3}} или {\displaystyle \varphi _{0},\varphi _{1},\varphi _{2},\varphi _{3}}, причём индексом 0, как правило, обозначается временная компонента, а индексами 1, 2, 3 — три пространственных. В данной статье мы будем придерживаться первого обозначения.
- В современной литературе могут использоваться более абстрактные обозначения.

В любой определенной инерциальной системе отсчёта электромагнитный потенциал {\displaystyle (A_{0},\ A_{1},\ A_{2},\ A_{3})} распадается на скалярный (в трёхмерном пространстве) потенциал {\displaystyle \varphi \equiv A_{0}} и трехмерный векторный потенциал {\displaystyle {\vec {A}}\equiv (A_{x},A_{y},A_{z})\equiv (-A_{1},-A_{2},-A_{3})}; эти потенциалы {\displaystyle \varphi \ } и {\displaystyle {\vec {A}}} и есть те скалярный и векторный потенциалы, которые используются в традиционной трёхмерной формулировке электродинамики. В случае, когда электромагнитное поле не зависит от времени (или быстротой его изменения в конкретной задаче можно пренебречь), то есть в случае (приближении) электростатики и магнитостатики, напряжённость электрического поля выражается через {\displaystyle \varphi }, называемый в этом случае электростатическим потенциалом, а напряжённость магнитного поля (магнитная индукция) — только через векторный потенциал. Однако в общем случае (когда поля меняются со временем) в выражение для электрического поля входит также и векторный потенциал, тогда как магнитное всегда выражается лишь через векторный (нулевая компонента электромагнитного потенциала в это выражение не входит).
Связь напряжённостей с электромагнитным потенциалом в общем случае такова в традиционных трёхмерных векторных обозначениях:
{\displaystyle {\vec {E}}=-\nabla \varphi -{\frac {\partial {\vec {A}}}{\partial t}},}
{\displaystyle {\vec {B}}=\nabla \times {\vec {A}},}
где {\displaystyle {\vec {E}}} — напряжённость электрического поля, {\displaystyle {\vec {B}}} — магнитная индукция (или, что в случае вакуума в сущности то же самое, напряженность магнитного поля), {\displaystyle \nabla } — оператор набла, причём {\displaystyle \nabla \varphi \equiv \mathrm {grad} \,\varphi } — градиент скалярного потенциала, а {\displaystyle \nabla \times {\vec {A}}\equiv \mathrm {rot} \,{\vec {A}}} — ротор векторного потенциала.
В несколько более современной четырёхмерной формулировке эти же соотношения можно записать как выражение тензора электромагнитного поля через 4-вектор электромагнитного потенциала:
{\displaystyle F_{\mu \nu }=\partial _{\mu }A_{\nu }-\partial _{\nu }A_{\mu },}
где {\displaystyle F_{\mu \nu }} — тензор электромагнитного поля, компоненты которого представляют собой компоненты {\displaystyle E_{x},E_{y},E_{z},B_{x},B_{y},B_{z}}.
Приведённое выражение является обобщением выражения ротора для случая четырёхмерного векторного поля.
При переходе от одной инерциальной системы отсчёта к другой компоненты {\displaystyle A_{0},A_{1},A_{2},A_{3}} преобразуются, как это свойственно компонентам 4-вектора, посредством преобразований Лоренца.
С использованием электромагнитного потенциала можно записать добавку {\displaystyle \Delta S} к действию S для заряженной частицы, вызванную её взаимодействием с электромагнитным полем:
{\displaystyle \Delta S=-\int A_{\mu }j^{\mu }\,dxdydzdt}
или
{\displaystyle \Delta S=-\int qA_{\mu }u^{\mu }\,d\tau =-{\frac {1}{c}}\int qA_{\mu }\,dx^{\mu }=\int (-q\varphi +q{\vec {A}}\cdot {\vec {v}}/c)\,dt}
(первая форма удобна для вывода уравнений поля (с источниками), а вторая — для вывода уравнения движения заряженной частицы); здесь {\displaystyle q} — заряд частицы, {\displaystyle u^{i}} — 4-скорость, {\displaystyle d\tau } — дифференциал собственного времени (интервала вдоль траектории частицы, деленного на {\displaystyle c}), {\displaystyle {\vec {v}}} — трёхмерная скорость, {\displaystyle c} — скорость света, а {\displaystyle dx^{\mu }=(dx^{0},\;dx^{1},\;dx^{2},\;dx^{3})=(c\,dt,\;dx,\;dy,\;dz)} — четырёхмерные пространственно-временные координаты частицы.

## Физический смысл
Физический смысл четырёхмерного электромагнитного потенциала можно прояснить, заметив, что при взаимодействии заряженной частицы (с электрическим зарядом q) с электромагнитным полем этот потенциал даёт добавку в фазу {\displaystyle \Phi } волновой функции частицы:
{\displaystyle \Delta \Phi =-{\frac {1}{\hbar }}\int qA_{\mu }dx^{\mu }=-{\frac {1}{\hbar }}\int qA_{\mu }u^{\mu }d\tau },
или, иначе говоря, вклад в действие (формула отличается от записанной выше только отсутствием множителя {\displaystyle 1/\hbar }, а в системе единиц, где редуцированная постоянная Планка {\displaystyle \hbar =1,} обе формулы совпадают). Изменение фазы волновой функции частицы проявляется в сдвиге интерференционных полос при наблюдении интерференции заряженных частиц (см., например, эффект Ааронова — Бома).
Физический смысл электрического и магнитного потенциалов в более простом частном случае электростатики и магнитостатики, а также единицы измерения этих потенциалов обсуждаются в статьях Электростатический потенциал и Векторный потенциал электромагнитного поля.